# Герлі (переписна місцевість, Нью-Йорк)
Герлі (англ. Hurley) — переписна місцевість (CDP) в США, в окрузі Ольстер штату Нью-Йорк. Населення — 3346 осіб (2020).

## Географія
Герлі розташоване за координатами 41°54′37″ пн. ш. 74°3′44″ зх. д. / 41.91028° пн. ш. 74.06222° зх. д. (41.910209, -74.062247).  За даними Бюро перепису населення США в 2010 році переписна місцевість мала площу 14,29 км², з яких 14,21 км² — суходіл та 0,08 км² — водойми.

## Демографія
Згідно з переписом 2010 року, у переписній місцевості мешкало 3458 осіб у 1395 домогосподарствах у складі 1005 родин. Густота населення становила 242 особи/км².  Було 1483 помешкання (104/км²).
Расовий склад населення:
| - 93,9 % — білих - 2,0 % — азіатів - 1,4 % — чорних або афроамериканців - 1,0 % — осіб інших рас |

До двох чи більше рас належало 1,7 %. Частка іспаномовних становила 3,4 % від усіх жителів.
За віковим діапазоном населення розподілялося таким чином: 21,5 % — особи молодші 18 років, 58,9 % — особи у віці 18—64 років, 19,6 % — особи у віці 65 років та старші. Медіана віку мешканця становила 46,5 року. На 100 осіб жіночої статі у переписній місцевості припадало 95,7 чоловіків;  на 100 жінок у віці від 18 років та старших — 92,8 чоловіків також старших 18 років.
Середній дохід на одне домашнє господарство  становив 101 895 доларів США (медіана — 78 906), а середній дохід на одну сім'ю — 104 914 долари (медіана — 99 410). Медіана доходів становила 60 817 доларів для чоловіків та 41 694 долари для жінок. За межею бідності перебувало 7,1 % осіб, у тому числі 13,5 % дітей у віці до 18 років та 3,5 % осіб у віці 65 років та старших.
Цивільне працевлаштоване населення становило 1862 особи. Основні галузі зайнятості: освіта, охорона здоров'я та соціальна допомога — 26,9 %, роздрібна торгівля — 14,2 %, мистецтво, розваги та відпочинок — 13,2 %.